# Grozăvești (okręg Aluta)
Grozăvești – wieś w Rumunii, w okręgu Aluta, w gminie Drăghiceni. W 2011 roku liczyła 652 mieszkańców.